# Cophura tolandi
Cophura tolandi là một loài ruồi trong họ Asilidae. Cophura tolandi được Wilcox miêu tả năm 1959. Loài này phân bố ở vùng Tân Bắc giới.